# John Drummond, II conte di Perth
Lord John Drummond, II conte di Perth (1584 – 11 giugno 1662), è stato un nobile scozzese.

## Biografia
Era il figlio di Patrick Drummond, III Lord Drummond, e di sua moglie Lady Elizabeth Lindsay.

## Matrimonio
Sposò, il 28 agosto 1613, Jean Ker, figlia di Robert Ker, I conte di Roxburghe, e di Margaret Maitland. Ebbero sette figli:
- Henry Drummond (1º agosto 1614-settembre 1622)
- James Drummond, III conte di Perth (1615-2 giugno 1675)
- Robert Drummond (1618-?)
- Sir John Drummond, I Logie Almond (1620-1678)
- Lady Lilias Drummond (1622-12 gennaio 1663/1664)
- William Ker, II conte di Roxburghe (1622-2 luglio 1675)
- Lady Jean Drummond (1623/24-12 gennaio 1663)

## Morte
Morì l'11 giugno 1662.